# Slowenische Badminton-Mannschaftsmeisterschaft 2011
Die Slowenische Badminton-Mannschaftsmeisterschaft der Saison 2010/2011 gewann das Team von Tom Forza Mirna.

## Endstand
- 1. Tom Forza Mirna (Maja Kersnik, Urban Turk, Matevž Bajuk, Aljoša Turk, Aleš Murn, Taja Borštnar, Urša Arih, Grega Skerbiš, Mitja Šemrov, Dušan Skerbiš)
- 2. BK Medvode (Živa Repše, Kek Jamnik, Denis Pešehonov, Matevž Šrekl, Eva Miklič, Sabina Magyar)
- 3. BK Ljubljana (Kim Novak, Kaja Stankovič, Tomaž Uršič, Primož Flis)
- 4. BK Branik (Luka Petrič, Matjaž Adler, Nika Švaljek, Živana Hohnjec)
- 5. BK Kungota (Urška Polc, Tina Juršič, Vesna Brlič, Martin Adler, Aljoša Beber, Žiga Bec)
- 6. Laufarji (Ana Pia Kumelj, Nina Šumi, Mitja Holz, Damjan Repar)